# Horst Bartnig

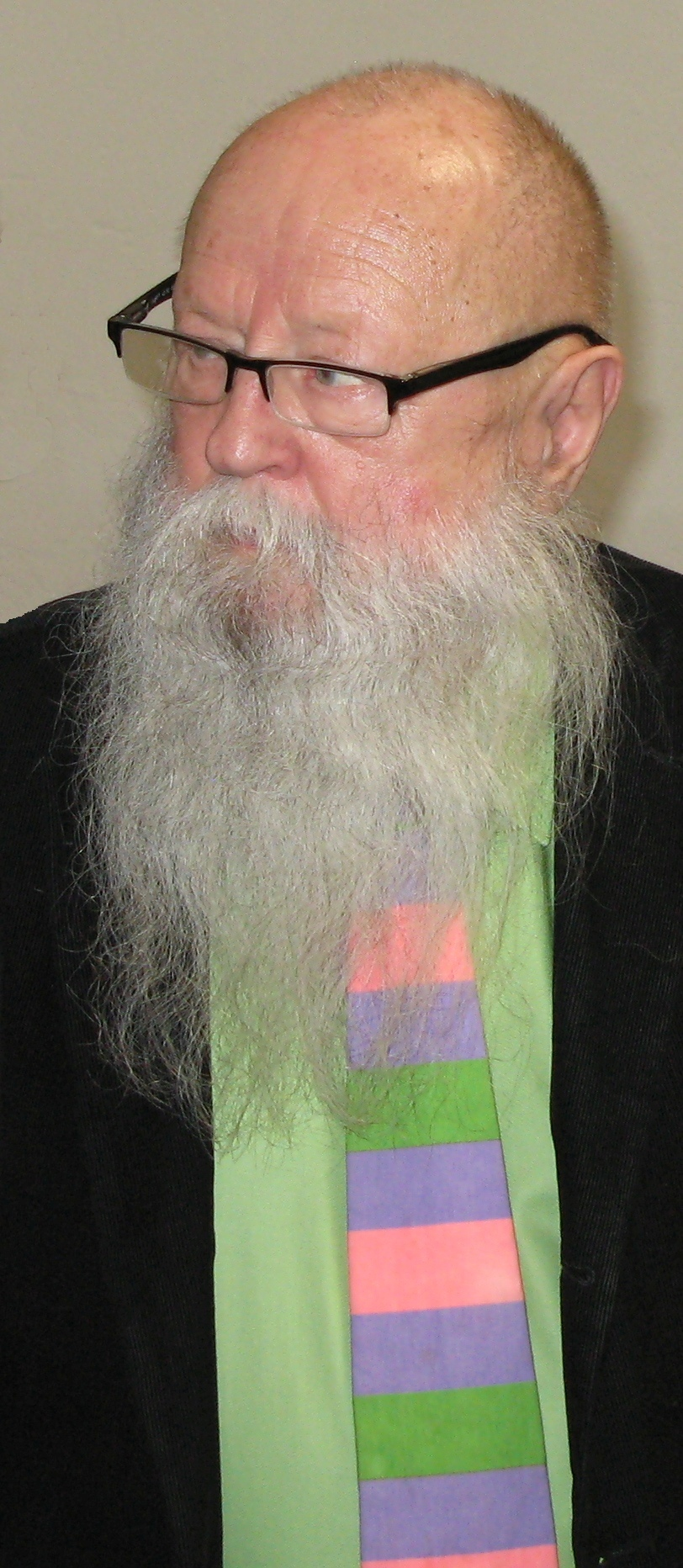
Horst Bartnig (2016)

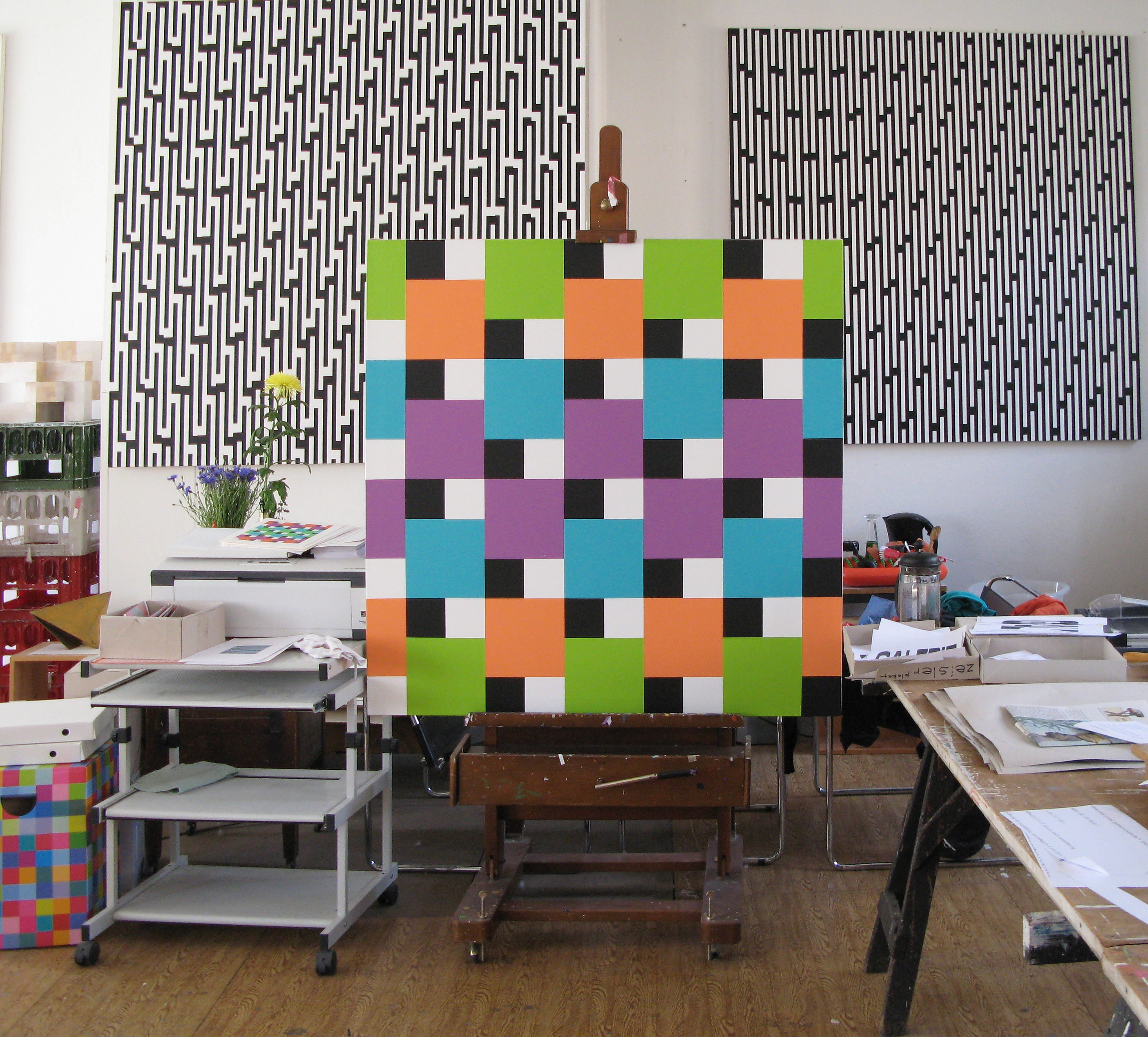
Farbiges Acrylbild von Horst Bartnig in seinem Atelier (2011)

Horst Bartnig (* 15. November 1936 in Militsch, Provinz Niederschlesien; † 14. April 2025 in Berlin) war ein deutscher Maler, Bühnenmaler, Grafiker, Computergrafiker und Plastiker. Als Maler ist er der Konkreten Kunst zuzuordnen.

## Leben und Werk
Bartnig absolvierte von 1951 bis 1954 eine Lehre als Dekorationsmaler und studierte anschließend bis 1957 an der Fachschule für angewandte Kunst Magdeburg. Danach arbeitete er als freischaffender Künstler und daneben bis 1976 halbtags als Theatermaler am Deutschen Theater und am Berliner Ensemble.
Ab 1964 schuf Bartnig konstruktiv-serielle Arbeiten, ab 1972 farbige Grafiken. Er zeichnet sich innerhalb der konkreten Malerei unter anderem dadurch aus, dass er einmal konzipierte Serien in allen Deklinationen ausarbeitete. So gibt es Serien von z. B. 70, 136, 1044 und 3622 Variationen eines Themas.
Lothar Lang zählte Bartnig zu den „Antipoden der „Berliner Schule““, „die ein mitunter anregendes Spiel mit Formen und Farben treiben …“ Für komplexere Bildfolgen arbeitete Bartnig ab 1974 mit dem Physiker Reinhard Koch zusammen, der im Zentralinstituts für Kernforschung Rossendorf bei Dresden tätig war. Das betrifft insbesondere Aufgabenstellungen der abzählenden Kombinatorik, Fragen zu geometrischen Symmetrien und zur Gruppentheorie. Von 1979 bis 1985 widmete sich Bartnig zusammen mit Mitarbeitern des Instituts für Informatik und Rechentechnik der AdW in Berlin-Adlershof der künstlerischen Computergrafik, bei der auch die sowjetische Großrechenanlage BESM-6 genutzt wurde.  Bartnig fand Wege, Farben in ihrem Zusammenspiel überraschend neu zu entdecken, und die Bandbreite der optischen Wirkung einzelner Bilder je nach Distanz und Winkel des Betrachters zu maximieren.
Bartnig war bis 1990 Mitglied des Verbands Bildender Künstler der DDR und dann bis zu seinem Tod des Berufsverbandes bildender Künstler*innen Berlin.

## Neujahrskarten

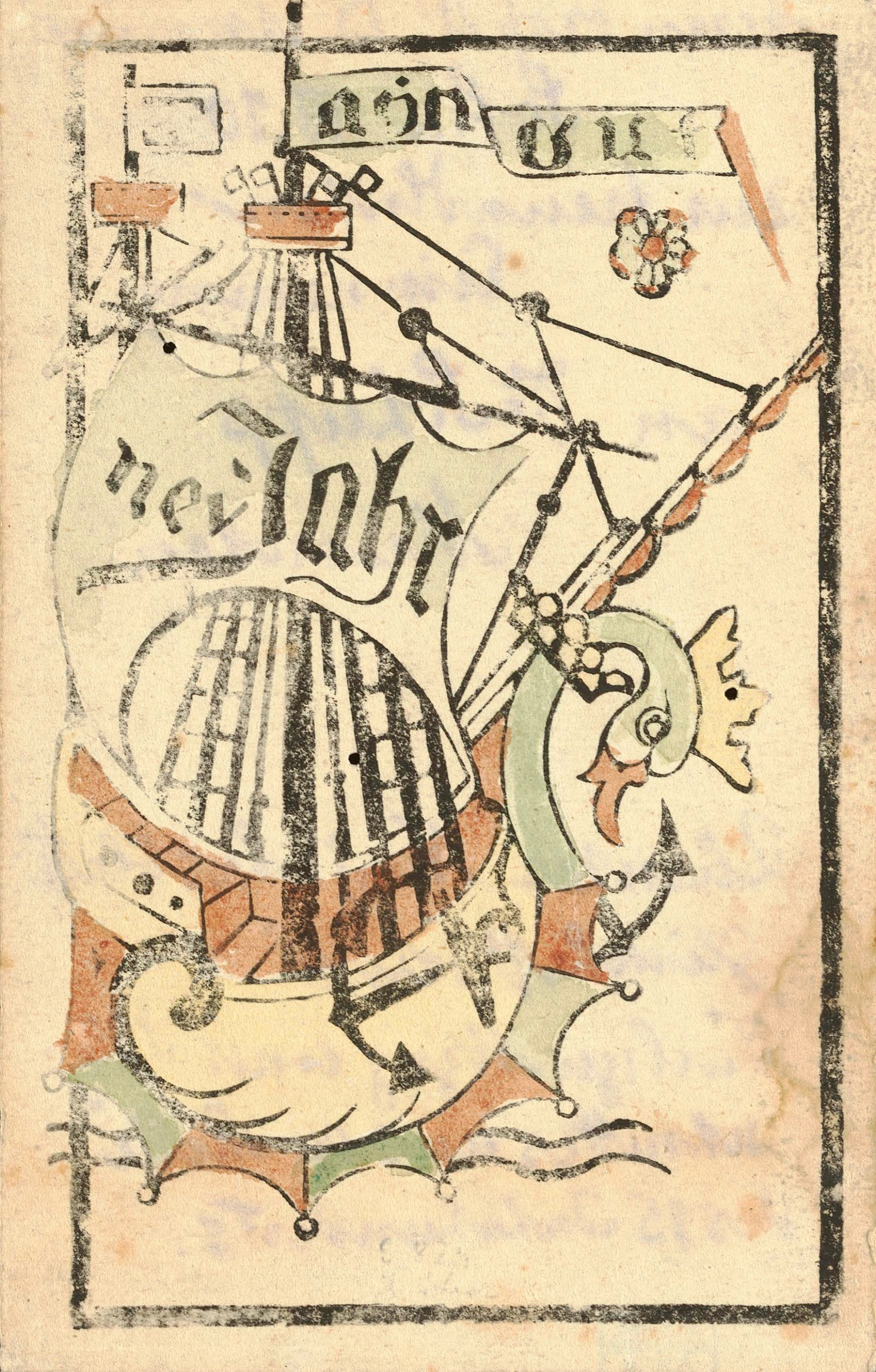
Neujahrskarte ayn gut nev Jahr eines unbekannten Künstlers aus dem 15. Jahrhundert

Computergrafik nach einer Neujahrskarte von Bartnig für das Jahr 1978. Titel: 8 grüne und 8 rote Quadrate. Das originale Blattmaß ist 15 cm × 15 cm

Zum Jahreswechsel eine individuell gestaltete Karte per Post zu verschicken, ist eine freundliche Geste, die sich insbesondere seit 1990 mit der Demokratisierung von Computern und Druckern weiter verbreitet hat. Unter Künstlern, bei denen grafische Drucktechniken zum Handwerkszeug gehören, gab es Neujahrskarten schon zu Beginn der Neuzeit. So befindet sich in der Zentralbibliothek Zürich eine Neujahrskarte mit dem Text ayn gut nev Jahr, die aus dem 15. Jahrhundert stammt. „Auch die Neujahrskarten im modernen Sinn, die in der zweiten Hälfte des 18. Jahrhunderts bereits in Massen Verbreitung fanden, dürften aus den Visitenkarten hervorgegangen sein.“
Bartnig pflegte die Kunst der Neujahrskarte in einzigartiger Weise, die immer auch eine Art Visitenkarte war. Jahrzehntelang verschickte er Neujahrskarten. Adressaten waren Verwandte, Freundinnen und Freunde, ihm nahestehende Berufskollegen und Kunstwissenschaftler sowie Galerien und Museen, mit denen er im vergangenen Jahr zu tun hatte. Auch sein Orthopäde und sein Schornsteinfeger wurden nicht vergessen. In manchen Jahren musste er bis zu 500 Karten drucken, mit einem handschriftlichen Neujahrsgruß versehen und in Mail-Art-Manier verpacken. Die Umschläge waren meist mit einer ausgewählten Sonderbriefmarke frankiert.
Das Motiv des jeweiligen Jahres wurde speziell für diese Neujahrskarte entworfen. Es entstammt dem Umfeld, mit dem sich der Künstler zu diesem Zeitpunkt beschäftigte. So entstanden in den letzten Jahrzehnten insbesondere Neujahrskarten, die dem Werkkomplex „Unterbrechungen“ zuzuordnen sind. Die Kulturbundgalerie Treptow widmete 2007 den Neujahrskarten eine Ausstellung mit dem Titel horst bartnig / neujahrsgrüße 1964–2007 / mail art / international / hin und zurück. Heute werden seine Neujahrskarten in Museen gesammelt und auf Auktionen, im Internet und im Kunsthandel angeboten. Die, krankheitsbedingt, letzten seiner Neujahrskarten verschickte er für das Jahr 2023.

## Geometrisch-mathematische Interpretation am Beispiel eines Siebdrucks

Computergrafik nach einem Siebdruck von Horst Bartnig aus dem Jahr 1976. Das originale Blattmaß ist 24 cm × 24 cm

Computergrafik der Struktur- und Symmetrieelemente des Siebdrucks

Bartnigs Arbeiten haben Eigenschaften, die dem Betrachter sofort auffallen und solche, die sich erst nach längerer Betrachtung erschließen. Beispiel ist eine Serie von fünf Siebdrucken mit dem Titel Acht Quadrate auf verschiedenen Untergründen. Eine solche Serie befindet sich im Kunstfonds der Staatlichen Kunstsammlungen Dresden. Sie stammt ursprünglich aus dem Kunstbestand des Zentralinstituts für Kernforschung Rossendorf, wurde nach der Ausstellung von Bartnigs Arbeiten 1976 erworben und 1993 von Kunstfonds übernommen.
Bartnig variierte seine Themen häufig. So sind es hier fünf Blätter mit dem gleichen Grundmotiv, die die Untertitel Blau auf Hellgrün, Blau auf Grün, Blau auf Dunkelgrün, Blau auf Blau, und Blau auf Schwarz tragen. Jedes Blatt besteht aus zwei Farben, wobei nur die Farbe Blau gedruckt wurde. Die zweite Farbe ergibt sich aus der Färbung des Papiers, dem Untergrund. Die Blätter sind quadratisch, in den Unterstrukturen finden sich weitere Quadrate.
Zur Veranschaulichung der Struktur wurde das Blatt Blau auf Grün vektorgrafisch mit dem Zeichenprogramm CorelDraw nachgezeichnet. Die erste Grafik in diesem Abschnitt zeigt dieses Blatt, in die zweite Grafik wurden weitere Objekte und Zahlen eingezeichnet.
Das kleinste einfarbige Bauelement ist ein rechtwinkliges Dreieck, von dem zwei zu einem kleinen Quadrat zusammengesetzt werden. Diese kleinsten Quadrate sind entweder einfarbig oder zweifarbig mit diagonaler Teilung. Es gibt vier Arten: homogen grün, homogen blau, grün-blau oder blau-grün, jeweils diagonal geteilt („Elementarquadrat“). Acht Quadrate im Titel der Serie bezieht sich auf die acht homogen gefärbten Elementarquadrate.
2 × 2 solcher Elementarquadrate bilden das nächstgrößere Quadrat („Atomquadrat“). Atomquadrate sind in der zweiten Grafik mit einer dickeren schwarzen Linie umrandet. Von diesen unterscheiden sich nur drei, die mit weißen Zahlen beschriftet sind. Die Typen 1 und 3 kommen jeweils viermal, Typ 2 jedoch achtmal auf dem gesamten Blatt vor. 2 × 2 solcher Atomquadrate bilden ein weiteres Quadrat („Molekülquadrat“). Die vier Molekülquadrate des Blattes sind alle gleich und bilden zusammen eine Art Kristall („Kristallquadrat“).
Eine weitere Besonderheit betrifft die „Randbedingungen“ der Atomquadrate (Grafik 2). An den Außenrändern trifft jeweils eine grüne Fläche eines Atomquadrats auf eine blaue Fläche des benachbarten Atomquadrats und umgekehrt. Dies ähnelt einer chemischen Bindung, bei der sich ein positiv geladenes „Ion“ mit einem negativ geladenen verbindet.
Alle Quadrate sind so angeordnet, dass sich bestimmte Symmetrien ergeben. So ist das gesamte Blatt spiegelsymmetrisch zu der roten Geraden („Hauptdiagonale“), die von der linken oberen Ecke zur rechten unteren Ecke verläuft. Das Blatt ist auch spiegelsymmetrisch zu der olivfarbenen Geraden, die von der rechten oberen Ecke zur linken unteren Ecke verläuft („Gegendiagonale“), wenn man gleichzeitig die Farben vertauscht. Außerdem ist das Blatt rotationssymmetrisch, wenn man es um 180° dreht und dabei die Farben vertauscht. Wie bei graphischen Darstellungen der geometrischen Symmetrie üblich, ist im Zentrum der Figur ein hier violetter Kreis eingezeichnet, der die gelbe Zahl 2 enthält, die sogenannte Zähligkeit. Von den Atomquadraten besitzt nur das vom Typ 2 die gleichen Symmetrien.
Der starke optische Eindruck, den das Blatt auf den dafür empfänglichen Betrachter macht, beruht wahrscheinlich auch auf diesen Symmetrien, die ein Ordnungsprinzip erahnen lassen, ohne dass jeder Betrachter es benennen kann. Hervorzuheben ist, dass alle Arbeiten Bartnigs intuitiv und experimentell entstanden sind, da er keine Ausbildung in höherer Mathematik oder Naturwissenschaft genossen hat. Eine Rezensent schrieb über eine verwandte Arbeit Bartnigs: „Man glaubt seinen Augen nicht trauen zu dürfen, wenn man die abstrakten Farbkompositionen von Horst Bartnig im Kunstmuseum Moritzburg Halle sieht. Dem Berliner Maler gelingt es auf seinen Gemälden, Farbelemente so zu strukturieren, dass sie im Auge des Betrachters zu faszinierenden Überlagerungen führen.“
Mathematisch gesehen bilden die vier Symmetrieelemente Neutrales Element, Spiegelung an der Hauptdiagonalen, Spiegelung an der Gegendiagonalen mit Farbtausch und Drehung um 180° mit Farbtausch eine Symmetriegruppe der Ordnung 4. Weitere symmetrietheoretische Untersuchungen zu Bartnigs Arbeiten finden sich in einem Aufsatz von Peter Scharfenberg in der wissenschaftlichen Fachzeitschrift Computers & Mathematics with Applications aus dem Jahr 1986. Scharfenberg fasst dort zusammen: „Ein Teil der grafischen Arbeiten des Künstlers sind das Ergebnis von Experimenten mit Operationen wie Rotation, Translation und (gelegentlich) Farbaustausch, die an elementaren Figuren quadratischer Form durchgeführt wurden. Anhand von neun Beispielen werden einige der den Figuren zugrunde liegenden theoretischen Rahmenbedingungen im Licht der Symmetrie diskutiert. Kombinatorische sowie graphentheoretische Probleme werden berührt.“
Die hier gewählte Benennung der Quadrate (Atomquadrat, Molekülquadrat usw.) weist auf eine hierarchische Struktur hin, wie sie in der Natur vorkommt (Atom, Molekül usw.). Tatsächlich finden sich solche Strukturen auch in vielen anderen Arbeiten Bartnigs, insbesondere im Variablen System 70.

## „Unterbrechungen“

Computergrafik nach einer Unterbrechung von Horst Bartnig. Titel: 50 unterbrechungen in hellgrau, 50 striche in schwarz. künstler pc print auf bütten. Das originale Bildmaß 9 cm × 9 cm. Neujahrskarte für das Jahr 2021

Ende der 1980er Jahre entwickelte Bartnig eine Werkgruppe, die er Unterbrechungen nannte. Diese vielgestaltigen Unterbrechungen dominierten seither sein Werk. Das obige Atelier-Foto aus dem Jahr 2011 zeigt drei seiner großformatigen Unterbrechungen in Acryl auf Leinwand. Die Computergrafik rechts zeigt die Nachbildung eines typischen Blatts seiner Unterbrechungen. Diese Beispielgrafik gibt es in unterschiedlichen Größen. So auch im Bildmaß ist 18 cm × 18 cm.
Eine solche „Unterbrechung“ besteht in der Regel aus einer rechteckigen Malfläche mit der Breite {\displaystyle a} und der Höhe {\displaystyle b}. Häufig handelt es sich um ein Quadrat wie in der Beispielgrafik rechts. Diese Fläche wird nach von ihm selbst entwickelten Regeln mit senkrechten Strichen gefüllt. Im einfachsten Fall sind dies folgende Regeln:
- Der erste Strich beginnt in der linken oberen Ecke. Was oben ist, erkennt man an der Signatur auf der Rückseite. In der Beispielgrafik rechts ist dies ein schwarzer Strich. Die Strichlänge {\displaystyle l_{1}} ist in der Regel kleiner als die Höhe {\displaystyle b} des Rechtecks und wird von oben nach unten gezeichnet.
- Es folgt ein zweiter Strich der Länge {\displaystyle l_{2}}, der, da er den ersten Strich quasi unterbricht, von Bartnig als „Unterbrechung“ bezeichnet wird. In der Beispielgrafik ist dies ein hellgrauer Strich mit der gleichen Länge wie der erste Strich.
- Beide Striche zusammen bilden einen Zyklus der Länge {\displaystyle l_{z}=l_{1}+l_{2}}.
- An dieses erste Strichpaar werden wiederholt der erste und der zweite Strich angefügt.
- Wenn das untere Ende des Rechtecks erreicht ist, ist die erste Strichfolge mit der Höhe {\displaystyle b} des Rechtecks vollständig. Sie wird als Säule bezeichnet. In der Beispielgrafik sind es {\displaystyle n_{s}=49} Säulen. Die erste Säule besteht aus einem schwarzen Strich, einem hellgrauen Strich und einem kurzen schwarzen Strich. Ist der aktuelle Strich noch nicht vollständig gezeichnet, wird er von unten nach oben im Abstand {\displaystyle da} weiter gezeichnet.
- Ist das obere Ende des Rechtecks erreicht, wird im Abstand von {\displaystyle da} die Zeichnung fortgesetzt, und zwar von oben nach unten und so weiter bis die Malfläche gefüllt ist. Die Linien werden also in einer Art „Schlangenlinie“ von der linken oberen Ecke des Rechtecks aus gezeichnet.
- Ist der horizontale Abstand {\displaystyle da} der Säulen gleich der Breite der Striche, so entsteht ein Bild ohne sichtbaren Hintergrund. Ist der Abstand der Säulen größer als die Breite der Striche, so ist der Untergrund in Form von senkrechten, durchgehenden Geraden sichtbar.
- Im Fall, wenn er Abstand der Säulen doppelt so groß ist wie die Breite der Striche, ist die Breite der Geraden des Untergrunds gleich der Strichbreite. Dieser Fall tritt häufig in Bartnigs Arbeiten auf, insbesondere in den frühen. So auch in der Beispielgrafik.

Computergrafik nach einer weiteren Unterbrechung von Horst Bartnig. Titel: 70 unterbrechungen in blau, 70 striche in orange. künstler pc print auf bütten. Die Anzahl der Säulen ist 47. Das originale Bildmaß 18 cm × 18 cm

- Der erste und zweite Strich („die Unterbrechung“) werden in unterschiedlichen Farben gezeichnet und optional der Untergrund eingefärbt. Wird der Untergrund mit einer Farbe versehen, so kann das eine der beiden Strichfarben oder eine dritte Farbe sein. In der Beispielgrafik bleibt er leer.
- Eine Regel, von der Bartnig nur selten abweicht, ist die, dass die Anzahl {\displaystyle n_{z}} der Zyklen in der Grafik eine natürliche Zahl sein muss. Mit anderen Worten: Mit den Strichen und Farben, mit denen am linken oberen Rand des Rechtecks begonnen wurde, muss die Grafik am rechten Rand enden. Der Endpunkt der Zeichnung ist die rechte obere Ecke des Rechtecks, wenn die Anzahl der Säulen eine gerade Zahl ist, und die rechte untere Ecke, wenn sie eine ungerade Zahl ist.
- Eine wichtige Größe ist die Anzahl {\displaystyle n_{s}} der Säulen, d. h. die Anzahl der Striche auf der gesamten Malfläche von der Höhe {\displaystyle b}, unabhängig von ihrer Farbgebung. Sie wird von Bartnig nicht angegeben, kann aber selbst gezählt werden. In der Beispielgrafik ist die Anzahl der Säulen, wie oben schon erwähnt, {\displaystyle n_{s}=49}.
- Die Länge aller Striche ist gleich der Anzahl {\displaystyle n_{s}} der Säulen, multipliziert mit der Höhe {\displaystyle b} der Malfläche. Andererseits ist sie auch gleich der Anzahl {\displaystyle n_{z}} der Zyklen, multipliziert mit der Länge {\displaystyle l_{z}} eines Zyklus:

{\displaystyle n_{s}\cdot b=n_{z}\cdot l_{z}}
Sind die Größen {\displaystyle b}, {\displaystyle n_{s}} und {\displaystyle n_{z}} vorgegeben, so ist die Länge eines Zyklus gleich
{\displaystyle l_{z}=b\cdot {\frac {n_{s}}{n_{z}}}}.
In der Beispielgrafik ist mit {\displaystyle b=9\,\mathrm {cm} }, {\displaystyle n_{s}=49} und {\displaystyle n_{z}=50} ist die Zykluslänge gleich
{\displaystyle l_{z}=9\cdot {\frac {49}{50}}\,\mathrm {cm} }. Ein einzelner Strich ist halb so lang.
Diese Formeln bilden zusammen mit weiteren Regeln zur Farbgebung die Grundlage für die meisten von Bartnigs Unterbrechungen. Aus der Vielzahl der Möglichkeiten, auf diese Weise Bilder zu erzeugen, wählte Bartnig die für ihn wirkungsvollsten aus.

## Ehrungen
- 1984: Biennale-Preis der 7. Norwegischen Internationalen Grafik-Biennale Frederikstad
- 1993: Will-Grohmann-Preis
- 2001: Hannah-Höch-Preis

## Museen und öffentliche Sammlungen mit Werken Bartnigs (unvollständig)
Diese Liste folgt insbesondere der Liste öffentliche sammlungen (auswahl) im Katalog einer Ausstellung im Kunstmuseum Kloster Unser Lieben Frauen Magdeburg.
- Neue Nationalgalerie Berlin[15]
- Bundeskunstsammlung
- Kupferstichkabinett Berlin[16]
- Berlinische Galerie[17]
- Brandenburgisches Landesmuseum für moderne Kunst, Cottbus & Frankfurt (Oder)
- Galerie für Zeitgenössische Kunst Leipzig
- Arithmeum, ein Ausstellungsgebäude im Forschungsinstitut für Diskrete Mathematik der Rheinischen Friedrich-Wilhelms-Universität Bonn
- Josef Albers Museum Quadrat Bottrop
- Sammlung Francisco Chargas Freitas, Brasilia (Francisco Chagas Freitas war in den 1980er Jahren Kulturattaché der Botschaft Brasiliens in der DDR)[18]
- Kupferstichkabinett Dresden[19]
- Sächsischer Kunstfonds Dresden[19]
- Stiftung Moritzburg, Kunstmuseum Moritzburg Halle (Saale), Kunstmuseum des Landes Sachsen-Anhalt
- Wilhelm-Hack-Museum Ludwigshafen
- Neue Museum – Staatliches Museum für Kunst und Design in Nürnberg
- Landesmuseum für Kunst und Kulturgeschichte Oldenburg
- Kunstforum Ostdeutsche Galerie Regensburg
- Daimler Art Collection,[20] Daimler AG, Stuttgart
- Konkret. Sammlung Heinz Teufel und Anette Teufel-Habbel im Kunstmuseum Stuttgart
- Sammlung Peter C. Ruppert im Museum im Kulturspeicher Würzburg
- Sammlung Holze im Von der Heydt-Museum Wuppertal
- Sammlung Marli Hoppe-Ritter im Museum Ritter Waldenbuch
- Stiftung für konkrete Kunst[21], Reutlingen
- Haus Konstruktiv, Ausstellungshaus für konstruktive, konkrete und konzeptuelle Kunst, Zürich

## Ausstellungen (unvollständig)

### Einzelausstellungen

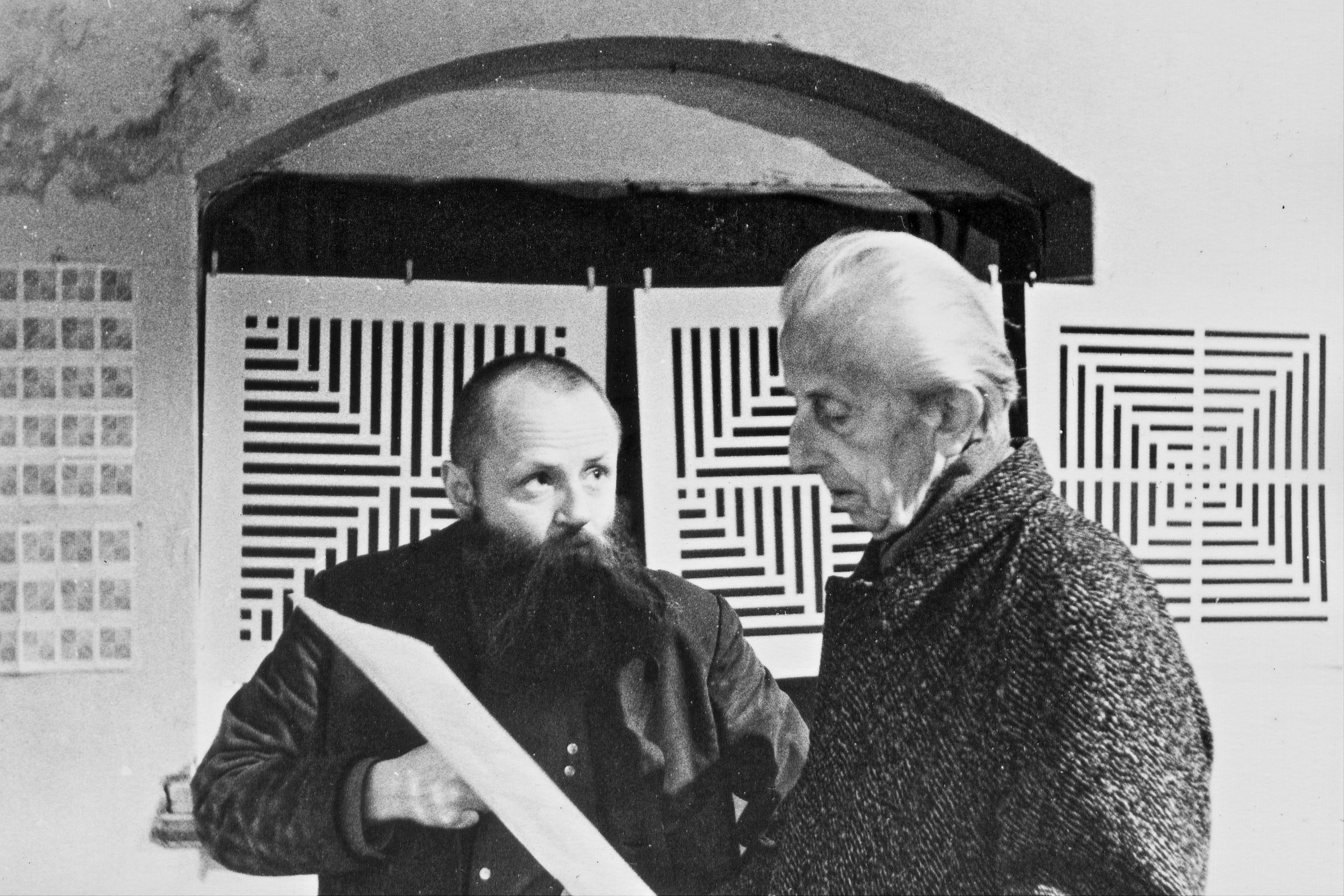
Horst Bartnig und Hermann Glöckner in der Privatausstellung 1974

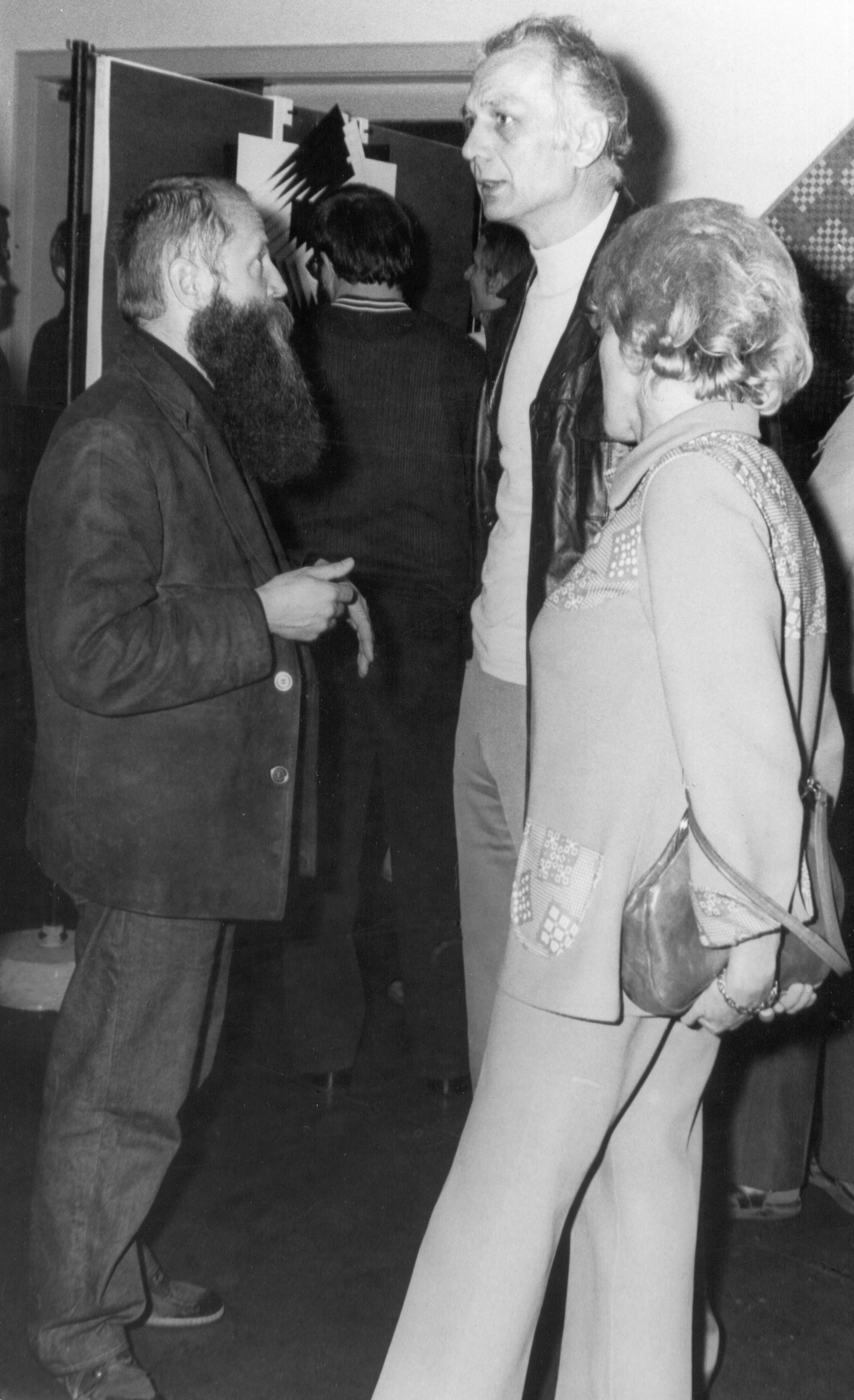
Horst Bartnig, der Maler Manfred Luther und die Malerin Ingrid Luther in der Ausstellung im Zentralinstitut für Kernforschung Rossendorf 1976

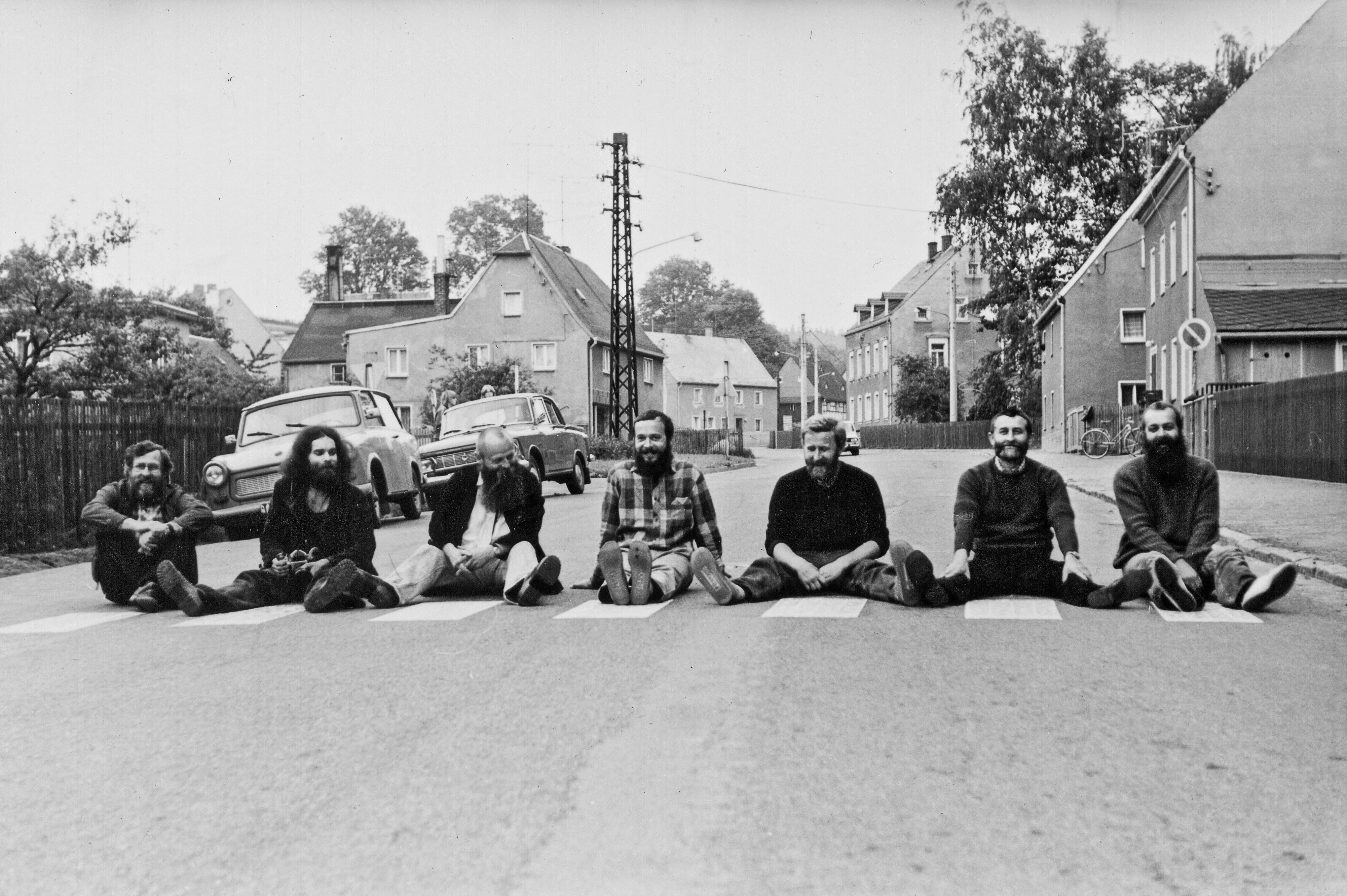
Künstler im Jahr 1981 vor der Galerie Clara Mosch in Adelsberg. Vor ihnen auf die Straße geklebte Plakate der Ausstellung „Horst Bartnig – Konkrete Malerei / Grafik“.
Von links: Fritz Diedering, N. N., Horst Bartnig, Thomas Ranft, Michael Morgner, Clauss Dietel, Klaus Süß

- 1965: Ausstellung in Privaträumen des Malers Thomas Kaminsky in Berlin-Mitte, Bergstraße 64
- 1974: Ausstellung in Privaträumen des Chemikers und Kunstfreunds Eberhard Gäbler[23]
- 1976: Zentralinstitut für Kernforschung Rossendorf bei Dresden, initiiert vom Physiker und Kunstfreund Reinhard Koch, durchgeführt vom Rossendorfer Klub
- 1976: Galerie Arkade, Berlin-Mitte
- 1980: Leonhardi-Museum, Dresden
- 1981: Galerie Clara Mosch, Adelsberg
- 1985: Studiogalerie, Berlin-Baumschulenweg
- 1986: Galerie Nord, Dresden
- 1989: Galerie Heinz Teufel, Köln
- 1991: Galerie Heinz Teufel, Bad Münstereifel
- 1994: Mies-van-der-Rohe-Haus, Berlin
- 1994: Galerie Teufel-Holze, Dresden
- 1996: Studiogalerie, Berlin-Baumschulenweg
- 1996: Wilhelm-Hack-Museum, Ludwigshafen/Rhein
- 1998: Galerie im Pferdestall, Kulturbrauerei, Berlin
- 1999: Josef-Albert-Museum, Bottrop
- 1999: Galerie für Zeitgenössische Kunst, Leipzig
- 2000: Arithmeum, Bonn
- 2001: Neues Museum Nürnberg
- 2001: Berlinische Galerie, Berlin-Kreuzberg
- 2002: Galerie für konkrete Kunst Berlin, Berlin-Schöneberg
- 2003: Vivantes Klinikum, Berlin-Friedrichshain
- 2003: Mies van der Rohe Haus, Berlin
- 2003: Architektur Galerie Berlin, Berlin-Mitte
- 2003: Galerie für konkrete Kunst Berlin, Berlin-Schöneberg
- 2004: Galerie alte Schule, Berlin-Adlershof
- 2005: Stiftung für konkrete Kunst, Reutlingen
- 2006: Galerie im Turm, Berlin-Friedrichshain
- 2006: Berlinische Galerie, Berlin, Alte Jakobstraße
- 2007: Kulturbundgalerie, Berlin-Treptow
- 2008: Kunstraum Engländerbau,[24] Vaduz (Liechtenstein)
- 2008: 18-m-Galerie, Galerie für Zahlenwerte, Berlin-Schöneberg
- 2008: Stiftung für konkrete Kunst, Reutlingen
- 2010: St. Petri zu Lübeck, Lübeck
- 2011: Galerie Anke Zeisler, Berlin
- 2012. Galerie Bernau, bei Berlin
- 2012: K16, Duisburg
- 2012: Forum Gestaltung, Magdeburg
- 2013: Galerie Parterre,[25] Berlin
- 2015: Galerie Anke Zeisler, Berlin
- 2016: Galerie Schwarz, Greifswald
- 2016: Galerie im Kunsthaus der Achim Freyer Stiftung, Berlin[26]
- 2017: Kunstmuseum Kloster Unser Lieben Frauen Magdeburg

### Teilnahme an zentralen und wichtigen regionalen Ausstellungen in der DDR
- 1977/1978 und 1982/1983: Dresden, VIII. und IX. Kunstausstellung der DDR
- 1977 bis 1986: Berlin, sechs Bezirkskunstausstellungen
- 1979: Schwerin, Staatliches Museum („Farbige Grafik in der DDR“)
- 1979 und 1989: Berlin und weitere Städte („100 ausgewählte Grafiken“)
- 1980: Berlin, Galerie am Prater („Retrospektive Berlin“)
- 1985: Dresden, Galerie Rähnitzgasse („Grafik aus Dresdner Werkstätten“)
- 1987: Berlin, Ausstellungszentrum am Fernsehturm („intergrafik ’87“)